# Nintendo Power
Pour la cartouche de jeu vidéo à mémoire flash sur Super Famicom, voir Nintendo Power (cartouche de jeu vidéo).
 (décembre 2018).
Si vous disposez d'ouvrages ou d'articles de référence ou si vous connaissez des sites web de qualité traitant du thème abordé ici, merci de compléter l'article en donnant les références utiles à sa vérifiabilité et en les liant à la section « Notes et références ».
Nintendo Power était le magazine officiel nord-américain d'information sur Nintendo qui paraissait tous les mois aux États-Unis et au Canada. Il parut pour la première fois en juillet/août 1988 à l'occasion de la sortie de Super Mario Bros. 2 sur NES. Il fut d'abord publié par Nintendo of America, puis fut publié par Future US et distribué au Canada par Bluechip International.
La publication de ce magazine a été arrêtée en décembre 2012.
En décembre 2017, une série de podcasts sous le titre Nintendo Power est publiée sur divers plates-formes sur internet, comme SoundCloud.

## Rédaction
- Chris Slate
- Steve Thomason
- Chris Hoffman
- Justin Cheng
- Chris Shepperd
- George Sinfield
- Scott Pelland

## Contenu
Les sections présentes à chaque mois dans le magazine étaient :
- Pulse : Lettres des lecteurs
- Nouvelles : Actualités sur les jeux et consoles de Nintendo
- Chaînes Wii : Nouveautés dans la console virtuelle, concours de Miis et nouvelles chaînes
- Previews : Extraits de nouveaux jeux à paraitre prochainement
- 20 ans de Nintendo Power (seulement dans les numéros 224 à 236) : Faits historiques dans l'histoire du magazine
- Concours : Le concours mensuel
- Power Profiles : Entrevue avec un concepteur de jeux
- Playback : Critique d'un ancien jeu de la NES, SNES ou N64
- Critiques : Les critiques des jeux parus (ou à paraitre) au cours du prochain mois
- Communauté : L'espace des fans : Fanarts, Cosplay, et « Citation » (une image tirée d'un jeu est présentée et les lecteurs doivent trouver des drôles de citation pour aller avec)
- Le mois prochain : Un avant-goût du prochain numéro

Il y avait aussi, évidemment, nombre de reportages.